# Pépérin
Le pépérin, ou encore la pépérite, le peperino, est une roche volcanique pyroclastique de teinte marron ou grise, qu'on trouve en bloc ou en inclusion dans des laves ou des roches de type tuf volcanique. Ces noms dérivent du latin piper (« poivre »), en référence à la présence de granules, millimétriques à plurimillimétriques, brunâtres, de verre basaltique qu'on y trouve, et dont l'aspect fait fort penser à celui de grains de poivre.

## Composition
Le pépérin contient des fragments de basalte et de calcaire, ainsi que des cristaux disséminés d'augite, de mica, de magnétite, de leucite, et d'autres minéraux de même type. 

## Formation
Dans la partie superficielle d'une cheminée volcanique, des laves basaltiques mises au contact d'eaux souterraines ou de sédiments non consolidés et gorgés d’eau, subissent des explosions successives. Les laves sont émiettées et brassées avec des roches sédimentaires arrachées aux parois, formant des brèches volcaniques litées ou non.

## Localisation

### En Italie

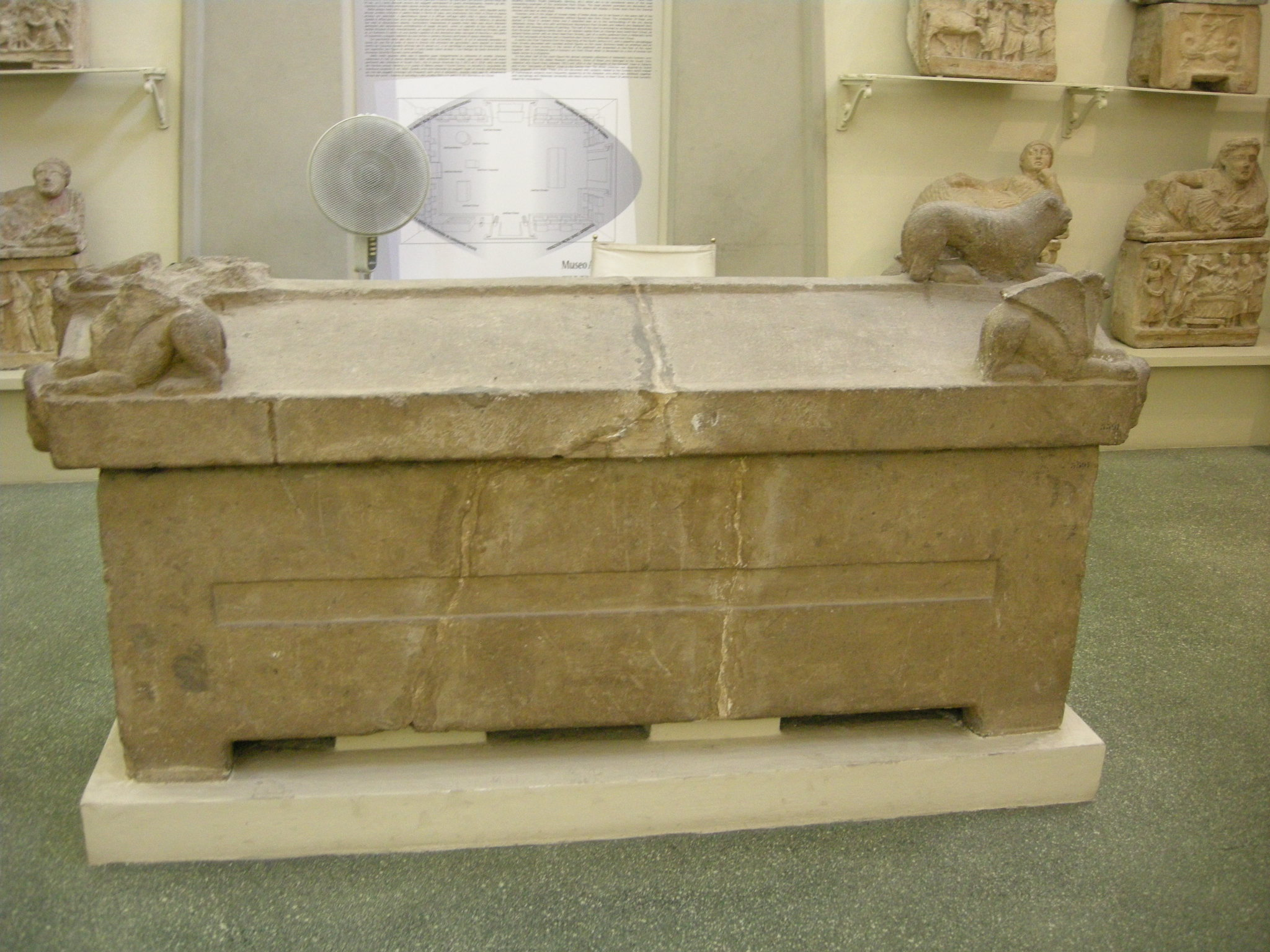
Sarcophage étrusque en pépérin au musée archéologique national de Florence.

On l'extrait de plusieurs endroits des environs de Rome, mais surtout de Castel-Marana, sur la route de Naples. Les anciens[Qui ?] la tiraient principalement de Gabies ou du Mont Albain et la nommaient pour cette raison lapis gabinus ou lapis albanus.
On l'utilise comme matériau de fabrication des bassins des fontaines. Tacite l'indique également comme matériau conseillé pour la reconstruction des édifices de Rome après le grand incendie de 64, en raison de sa résistance au feu. Préalablement les Étrusques l'utilisèrent comme matériau de sculpture  disponible dans leurs lieux d'activité.

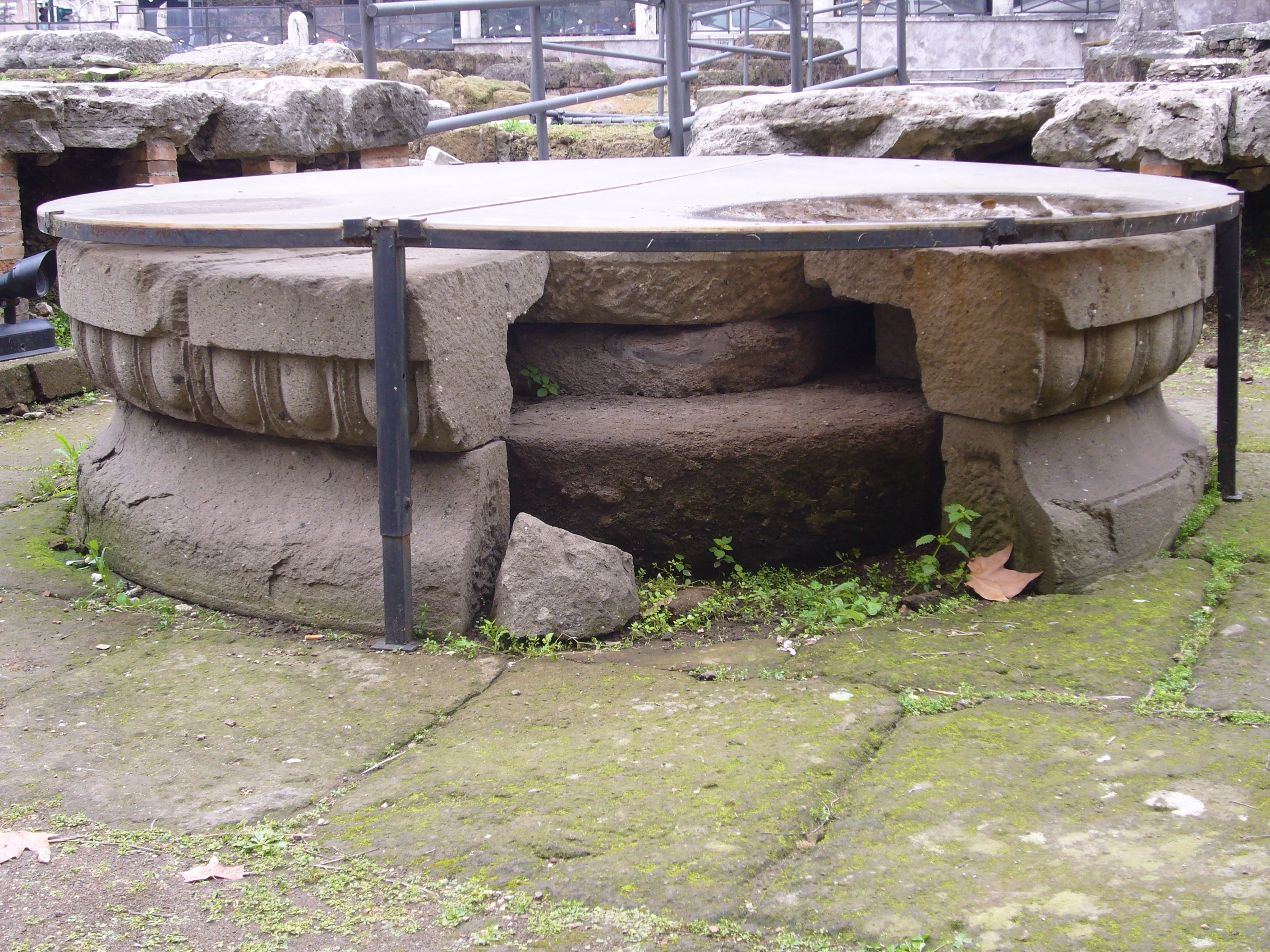
Table d'offrande circulaire en pépérin, Rome, aire de Sant'Omobono.

C'est une pierre employée communément, moins dure, moins homogène et plus poreuse que le travertin (utilisé abondamment dans tous les monuments de Rome). C'est pétrologiquement une variante de la roche volcanique désignée sous le nom de tuf volcanique ou tuf lithoïde. Sa couleur est grise avec des taches brunes et des points brillants. Quoique tendre lorsqu'on l'exploite, elle supporte mal la taille : elle durcit avec le temps et résiste aux effets du feu.
La pierre de Marino est une sorte de peperino d'un bleu cendre, plus compacte et d'un grain plus uni que le précédent. On en a fait des marches d'escalier, des cheminées communes, et les parties des édifices les plus chargées de moulures.
D'autres tufs et conglomérats d'Auvergne (France) et d'ailleurs[précision nécessaire] sont aussi appelés « pépérin », « peperino » ou « peperine ». Le nom se réfère à l'aspect sombre de la pierre qui fait penser à des grains de poivre[réf. nécessaire].

## Origine
On a longtemps cru que ces roches se formaient lorsque des coulées de lave basaltique en fusion faisaient irruption dans des sédiments de calcaires lacustres, provoquant un brassage des sédiments et des fragments de lave refroidis et émiettés. Elles sont de nos jours plutôt interprétées comme le résultat d’éruptions phréato-magmatiques,[source insuffisante].